# Copaxa plenkeri
Copaxa plenkeri är en fjärilsart som beskrevs av Felder 1860. Copaxa plenkeri ingår i släktet Copaxa och familjen påfågelsspinnare. Inga underarter finns listade i Catalogue of Life.